# Lydia Opøien
Lydia Marie Opøien, född 4 november 1894 i Trondheim, död 24 november 1961 i Oslo, var en norsk skådespelare.
Opøien var engagerad vid bland annat Det Nye Teater, Det norske teatret och Trøndelag Teater. Hon var även verksam vid Radioteatret. Vid sidan av teatern verkade hon som filmskådespelare. Hon debuterade 1933 i Jeppe på bjerget och medverkade i 12 filmer 1933–1957.
Hon var gift med advokat Adam Hjorth i hans andra giftermål.

## Filmografi
- 1933 – Jeppe på bjerget
- 1940 – Godvakker-Maren
- 1942 – Herre med mustasch
- 1942 – Nordlandets våghals
- 1946 – Englandsfarare
- 1951 – Kranes konditori
- 1951 – Storfolk og småfolk
- 1952 – Vi vil skilles
- 1953 – Skøytekongen
- 1953 – Selkvinnen
- 1954 – Aldri annet enn bråk
- 1957 – Nio liv